# Die Kriegsschuldfrage: Berliner Monatshefte
Die Kriegsschuldfrage: Berliner Monatshefte für internationale Aufklärung war eine historisch-propagandistische Zeitschrift, in der „prodeutschen“ Historikern eine Plattform zur Diskussion der Kriegsschuldfrage des Ersten Weltkriegs geboten wurde. Die deutschsprachige Fachzeitschrift erschien erstmals im Juli 1923.
1929 wurde ihr Titel in Berliner Monatshefte für internationale Aufklärung: Die Kriegsschuldfrage und 1932 in Berliner Monatshefte: Zeitschrift für Vorgeschichte und Geschichte des Weltkrieges geändert. Mit der Ausgabe Juli/August 1944 wurde die Zeitschrift eingestellt.

## Historischer Hintergrund
Im Auswärtigen Amt in Berlin hatte sich ein eigenständiges Kriegsschuldreferat gebildet, das versuchte, mit Hilfe publizistischer Aktivitäten – insbesondere umfassender Quelleneditionen aus dem eigenen Bestand – die Kriegsschuld zu widerlegen. Für dieses Vorhaben gründete das Kriegsschuldreferat den „Arbeitsausschuss Deutscher Verbände“ (ADV, 1921) sowie die „Zentralstelle für Erforschung der Kriegsursachen“ (ZS, 1921). Mit diesen Organisationen führte das Auswärtige Amt in den Jahren 1918–1937 eine ausgedehnte Propagandaoffensive gegen den Versailler Friedensvertrag, in dem viele eine Schmach für das Deutsche Reich sahen. Der ADV und die ZS sollten die Öffentlichkeit im In- und Ausland davon überzeugen, dass der Krieg dem Deutschen Reich aufgezwungen worden war, die Alliierten eine Mitschuld am Krieg trugen, und damit die deutsche Alleinschuld widerlegen. Der ADV war ein äußerlich selbständiger Dachverband, der die Propaganda seiner Mitgliedsorganisationen koordinierte und dabei durch Öffentlichkeitsarbeit breite Bevölkerungsschichten erreichen wollte. Die Zentralstelle sollte die Unschuldthese anhand von Publikationen und Schriften wissenschaftlich fundieren. Außerdem unterschied sich die ZS vom ADV in der Exklusivität ihres Adressatenkreises. Zu diesem zählten fast ausschließlich bekannte in- und ausländische Publizisten und Wissenschaftler, mit deren Hilfe man auch indirekt auf die öffentliche Meinung einzuwirken versuchte.
Neben der Ausbildung dieser zwei mächtigen Propagandaapparate stellte das Kriegsschuldreferat eine Art Zensurbehörde zur Kontrolle der Untersuchungen dar. Es überwachte und beeinflusste die öffentliche Schulddebatte. Dementsprechend zensierte das Auswärtige Amt die Publikationen, so dass fast nur Gutachten mit apologetischem Ton der Öffentlichkeit zugänglich gemacht wurden. Die Zentralstelle war finanziell vom Auswärtigen Amt abhängig und wurde dazu von diesem im Bezug auf den Haushalt und publizistischen Tätigkeiten überprüft. Folgendermaßen wurde auch von den Mitarbeitern der Zentralstelle erwartet, sich bedingungslos dem vom Auswärtigen Amt vorgegebenen Kurs unterzuordnen. Dennoch bekräftigte jenes stets die Objektivität und wissenschaftliche Vorgehensweise ihrer Mitarbeiter.

### Berliner Monatshefte
Die Plattform für diese breitangelegte Propaganda war die von der Zentralstelle seit 1923 herausgebrachte Zeitschrift „Die Kriegsschuldfrage“, welche 1929 vom neuen Leiter der Zentralstelle, Alfred von Wegerer, einem ehemaligen Generalstabsoffizier, in „Berliner Monatshefte“ umbenannt worden war. Die Berliner Monatshefte wurden im zentralstelleneigenen Verlag, der mit einer Bürgschaft des Auswärtigen Amtes finanziert wurde, publiziert. Ihre Auflage stieg von 2500–3000 (1925) auf 3500–4000 Exemplare (1931). Davon gingen je rund 25 % direkt an ausländische, hauptsächlich amerikanische Leser.
Die Berliner Monatshefte gaben vor, allein der wissenschaftlichen Untersuchung der Kriegsschuldanklage zu dienen. Die Zeitschrift entwickelte sich in der Zwischenkriegszeit zum zentralen Mitteilungs- und Diskussionsforum der Erforschung der Kriegsursachen mit eindeutiger nationalapologetischer Tendenz. In ihren Werken betonten die Wissenschaftler stets die Ablehnung des Versailler Kriegsschuldvorwurfs. Sie wiesen den Staaten der Triple Entente ferner eine Kriegsschuld zu. Die Forscher beschrieben den englischen Handelsneid, den russischen Panslawismus und den französischen Revanchegedanken. Erfreut wurden in Deutschland vor allem Publikationen aus dem Ausland aufgenommen, die die These der deutschen Unschuld betonten und unterstützten, wobei es vor der Veröffentlichung gelegentlich zu verdeckten finanziellen Förderungen kam. Denn diese Unschuldskampagne wäre kaum so erfolgreich gewesen, wenn nicht anerkannte ausländische Wissenschaftler die Thesen der deutschen Schuldforscher unterstützt hätten.